# カイソウ
カイソウ（1941年 - 没年不詳）とは日本の競走馬である。第二次世界大戦の最中であった1944年、日本ダービー（東京能力検定競走）に優勝した。同年の長距離特殊競走（現：菊花賞）も1位で入線したが、全出走馬の騎手がコースを間違えて周回したため競走不成立となり、クラシック二冠を逃した。競走馬引退後は軍馬として将校の乗馬に供されたと伝えられるが、正確な消息は不明。
現在「東京優駿（日本ダービー）」として行われている競走は、カイソウが優勝した1944年（昭和19年）は馬券発行も一般観客もない東京能力検定競走として行われた。この記事では便宜上日本ダービーと呼称する。
※馬齢は日本で2000年以前に使用された数え年で記述する。

## 生涯
カイソウは1941年（昭和16年）、北海道の錦多峯（にしたっぷ）牧場で生まれた。2歳時に札幌のセリに出され、建築業を営む有松鉄三に9000円で落札された。父はアメリカの名馬マンノウォーの子である持込馬の月友、母・第二ベバウ（競走名ロンプ）は軽半種ながら帝室御賞典（小倉）優勝馬（全12勝）だった。当初は有松の出身地である小倉の渋川久作厩舎に入る予定だったが、有松の所有馬を数多く管理していた条野源信が久保田金造厩舎（京都競馬場）にいた関係で、久保田に預けられた。
4歳になった1944年（昭和19年）4月23日、京都競馬場の芝1600メートルの競走でデビューした。ここはヤマトマスラヲのハナ差2着に敗れたが、5日後のレースで勝利を挙げる。その後ほぼ休むことなく走り続け、6月に東上。それまで騎乗していた杉村繁盛に代わり、久保田金造の兄・彦之の厩舎にいた橋本輝雄が騎乗した。東京競馬場での前哨戦に勝利したのち、18日に日本ダービーに出走。この年は太平洋戦争の戦況が悪化していたこともあり、日本各地では続々と競馬の開催が中止となった。横浜をはじめ阪神、札幌、函館、新潟、福島と閉鎖され、東京と京都でのみ「能力検定競走」として存在していた。そのような状況であるから、この年の日本ダービーは観客は一切おらず、軍人や馬主など関係者200人あまりが見守るなかで行われた。騎手の橋本は当時を振り返り「スタンドは無人同然でいかにも寂しかった」と語っている。馬券の発売もなく、人気もまったくわからなかった。
前日の豪雨で重馬場となったなか、カイソウはスタート後の第2コーナーから3番手と好位につけると、向正面を経て第3コーナーで早くも先頭に立った。そのまま最終コーナーから最後の直線を逃げきり、2着シゲハヤに5馬身差をつけて優勝を果たした。農商省賞典（現・皐月賞）を制したクリヤマトも出走していたが、カイソウから10馬身離された4着に終わっている。関係者はいずれもダービー初勝利で、北海道産馬の初勝利ともなった。橋本は「前走でカイソウに乗り、古馬相手に勝っていたから本番でも自信があった」と当時を回想している。
その後カイソウは京都に戻り、吉田三郎が手綱を執った秋初戦で勝利を挙げたのち、ダービーと同じく非公開（無観客）の競走となった12月8日の長距離特殊競走でクラシック二冠に挑んだ。カイソウはこの競走で1位に入線、いったんは結果が確定されたが、翌1945年1月21日になって競走不成立の裁定が下された。従来、京都3000メートルの競走では、内外ふた通りあるコースを内回りから外回りの順に2周していたが、この競走に限り発走地点をずらして内回り2周に変更されていた。しかし騎手たちに周知徹底されておらず、全騎手が従来通り「内→外」のコースを取ったため3100メートルを走り、不成立となったものだった。このコース変更は競馬会の裁決委員さえ認知していなかったとされる。3位入線馬クリアズマに騎乗していた小西喜蔵によれば、先頭でレースを進めていた田中康三（シゲハヤ騎乗）は規定通り2周目も内回りコースに入ろうとしていたが、蛯名武五郎（マツメイ騎乗）が「外だぞ、外だぞ」と叫び、全馬が外回りコースへ導かれていったという。
長距離特殊競走後、カイソウは一戦走るが6着に終わり、現役最後のレースとなった1級種牡馬選定では12着と惨敗した。これを最後として引退したが、種牡馬選定競走での大敗、サラブレッド系種という血統が影響して種牡馬とならず、軍の乗馬となった。その後の消息は不明である。

## 消息について
1959年に日本中央競馬会が編纂・発行した『日本ダービー25年史』において、カイソウの消息は「競走馬引退後軍馬となり、名古屋師団に配され師団長の乗馬になったとの風聞あり」とされていた。その後、同会の広報誌『優駿』1963年1月号から5月号にかけて、丘雅男による小説「カイソウは何処にいる」が連載され、引退後の詳細がルポルタージュ調で描かれた。小説ではあるがカイソウの関係者は実名で登場、証言をしており、以下参考として要旨を記述する。
- 最後のレースに出走した2日後、カイソウはセリ市に出され、名古屋師団に落札された（吉田三郎の証言[8]）。
- 当時の師団司令官は岡田資で、師団内では「司令官の乗馬は元競走馬で、とても速い馬だった」という話があった（当時師団に在籍していた男性の証言[9]）。
- 5月14日の名古屋大空襲で厩舎は焼けてしまい、暴れていた馬のうち数頭は裏門から街中へ飛び出していったが、それに構っていられる状況ではなかった（同前）。

「カイソウは何処にいる」では岡田の乗馬をカイソウと断定し、空襲時に街中へ駆け出して死亡あるいは行方不明になったと結論づけている。
なお、「カイソウは－」における吉田三郎の証言では、ダービーのあと京都に戻ったカイソウの管理調教師は、久保田金造ではなく鈴木甚吉だったという。さらに後年の『優駿』の記事中で、久保田金造はカイソウについて「大阪か名古屋で、将校の乗馬として使われていたことは分かった。おとなしい馬だから、将校に気に入られたんだと思う。ただ、なぜそこに行ったのか分からない」と述べている。また戦中に競馬会の職員だった吉崎公明は「カイソウがいったん種牡馬になって、種牡馬には適さなかったために廃用になり、将校の乗馬になったというなら筋も通っているけど、いやしくもダービー馬が、いきなり将校の乗馬になっていたというのは、ちょっと理解に苦しむ」と疑問を呈している。

## 競走成績
| 年月日 | 年月日 | 年月日 | 競馬場 | 競走名         | 頭 数 | 着順 | 距離    | タイム   | 騎手     | 斤量 | 着差        | 勝ち馬 / （2着馬） |
| ------ | ------ | ------ | ------ | -------------- | ----- | ---- | ------- | -------- | -------- | ---- | ----------- | ------------------ |
| 1944.  | 4.     | 23     | 京都   | 呼4歳          | 9     | 2着  | 芝1600m | -        | 杉村繁盛 | 57   | ハナ        | ヤマトマスラヲ     |
|        | 4.     | 28     | 京都   | 呼4歳          | 6     | 1着  | 芝1600m | 1.41.4/5 | 杉村繁盛 | 57   | 6馬身       | （ヒサタケ）       |
|        | 4.     | 30     | 京都   | 呼4歳          | 5     | 1着  | 芝2000m | 2.09.4/5 | 杉村繁盛 | 57   | 1 1/4馬身   | （コクリヨウ）     |
|        | 5.     | 6      | 京都   | 呼4歳          | 9     | 1着  | 芝2000m | 2.10.0/5 | 杉村繁盛 | 57   | 3馬身       | （ダイゴシウスイ） |
|        | 5.     | 14     | 京都   | 呼4歳          | 8     | 3着  | 芝2000m | -        | 杉村繁盛 | 59   | -           | サツマゴロー       |
|        | 5.     | 27     | 京都   | 呼4歳          | 7     | 4着  | 芝2000m | -        | 杉村繁盛 | 57   | -           | エシツバメ         |
|        | 5.     | 28     | 京都   | 呼4歳          | 19    | 1着  | 芝2000m | 2.09.0/5 | 杉村繁盛 | 59   | 3馬身       | （ナカカチ）       |
|        | 6.     | 2      | 京都   | 呼4歳特別      | 13    | 1着  | 芝2000m | 2.08.3/5 | 杉村繁盛 | 65   | 6馬身       | （ハイマサル）     |
|        | 6.     | 11     | 東京   | 呼4歳          | 10    | 1着  | 芝2400m | 2.34.3/5 | 橋本輝雄 | 57   | 大差        | （クリアヅマ）     |
|        | 6.     | 18     | 東京   | 東京優駿競走   | 18    | 1着  | 芝2400m | 2.39.1/5 | 橋本輝雄 | 57   | 5馬身       | （シゲハヤ）       |
|        | 12.    | 1      | 京都   | 1級特殊整量    | 7     | 1着  | 芝2000m | 2.16.4/5 | 吉田三郎 | 65   | 8馬身       | （エシツバメ）     |
|        | 12.    | 8      | 京都   | 長距離特殊競走 | 6     | 失格 | 芝3000m | 3:30.4/5 | 吉田三郎 | 57   | （1位入線） | 競走不成立         |
|        | 12.    | 17     | 京都   | 農賞           | 8     | 6着  | 芝2000m | -        | 吉田三郎 | 65   | -           | クリアヅマ         |
|        | 12.    | 23     | 京都   | 1級種牡馬選定  | 15    | 12着 | 芝2400m | -        | 吉田三郎 | 57   | -           | マツメイ           |

1944年（昭和19年）（13戦8勝）
- 1944年は戦争激化により能力検定競走として施行されたため、馬券の発売はなし。
- 斤量の単位はキログラム。

1. ↑  3100メートルを走破した時計
2. ↑  全出走馬失格

## 血統表
| カイソウの血統（マンノウォー系 / アウトブリード） | カイソウの血統（マンノウォー系 / アウトブリード） | カイソウの血統（マンノウォー系 / アウトブリード） | （血統表の出典）              | （血統表の出典）             |
| 父 月友 1932 栗毛                                 | 父の父Man o'War 1917 栗毛                         | Fair Play                                         | Hastings                      | Hastings                     |
| 父 月友 1932 栗毛                                 | 父の父Man o'War 1917 栗毛                         | Fair Play                                         | Fairy Gold                    |                              |
| 父 月友 1932 栗毛                                 | 父の父Man o'War 1917 栗毛                         | Mahubah                                           | Rock Sand                     | Rock Sand                    |
| 父 月友 1932 栗毛                                 | 父の父Man o'War 1917 栗毛                         | Mahubah                                           | Merry Token                   |                              |
| 父 月友 1932 栗毛                                 | 父の母*星友 Alzada 1923 栗毛                      | Sir Martin                                        | Ogden                         | Ogden                        |
| 父 月友 1932 栗毛                                 | 父の母*星友 Alzada 1923 栗毛                      | Sir Martin                                        | Lady Sterling                 |                              |
| 父 月友 1932 栗毛                                 | 父の母*星友 Alzada 1923 栗毛                      | Colna                                             | Collar                        | Collar                       |
| 父 月友 1932 栗毛                                 | 父の母*星友 Alzada 1923 栗毛                      | Colna                                             | Nausicaa                      |                              |
| 母 （軽半） 第二ベバウ 1927 鹿毛                  | 母の父*ペリオン Perion 1916 鹿毛                  | Amadis                                            | Love Wisely                   | Love Wisely                  |
| 母 （軽半） 第二ベバウ 1927 鹿毛                  | 母の父*ペリオン Perion 1916 鹿毛                  | Amadis                                            | Galeta                        |                              |
| 母 （軽半） 第二ベバウ 1927 鹿毛                  | 母の父*ペリオン Perion 1916 鹿毛                  | Panacea                                           | Cyllene                       | Cyllene                      |
| 母 （軽半） 第二ベバウ 1927 鹿毛                  | 母の父*ペリオン Perion 1916 鹿毛                  | Panacea                                           | Quintessence                  |                              |
| 母 （軽半） 第二ベバウ 1927 鹿毛                  | 母の母（軽半） ベバウ 1918 鹿毛                   | *イボア Ebor                                      | Hackler                       | Hackler                      |
| 母 （軽半） 第二ベバウ 1927 鹿毛                  | 母の母（軽半） ベバウ 1918 鹿毛                   | *イボア Ebor                                      | Lady Gough                    |                              |
| 母 （軽半） 第二ベバウ 1927 鹿毛                  | 母の母（軽半） ベバウ 1918 鹿毛                   | （中半） 豊橋                                     | （スタンダードブレッド）豊平  | （スタンダードブレッド）豊平 |
| 母 （軽半） 第二ベバウ 1927 鹿毛                  | 母の母（軽半） ベバウ 1918 鹿毛                   | （中半） 豊橋                                     | （サラ系）上帯（ntb上帯牝系） |                              |

## カイソウを題材とした作品
- 1984年にはNHKによりラジオドラマが制作され、「ダービー馬 カイソウ号」の題で放送された[11]。